# ジョージ・オズボーン (第9代リーズ公爵)

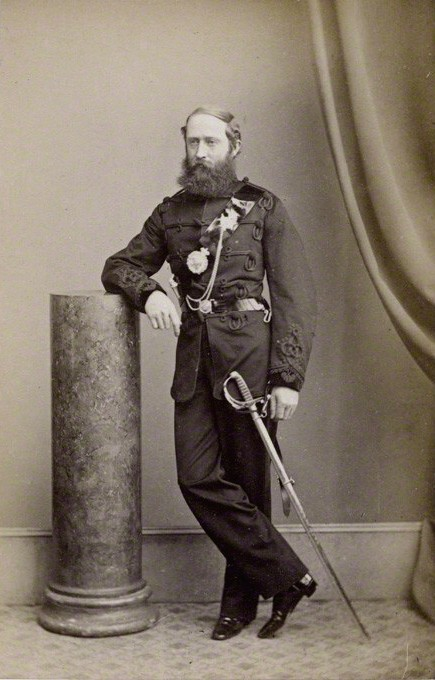
1865年ごろの肖像写真

第9代リーズ公爵ジョージ・ゴドルフィン・オズボーン（英語: George Godolphin Osborne, 9th Duke of Leeds、1828年8月11日 – 1896年10月26日）は、イングランド貴族。1859年から1872年までカーマーゼン侯爵の儀礼称号を使用した。

## 生涯
第8代リーズ公爵ジョージ・ゴドルフィン・オズボーンとハリエット・エマ・アランデル・ステュアート（Harriet Emma Arundel Stewart、1800年ごろ – 1852年10月28日、初代グランヴィル伯爵グランヴィル・ルーソン＝ゴアとベスバラ伯爵夫人ヘンリエッタ・ポンソンビーの庶出の娘）の息子として、1828年8月11日にパリで生まれた。
1861年1月16日にフランシス・ジョージアナ・ピット＝リヴァーズ（Frances Georgiana Pitt-Rivers、1836年12月26日 – 1896年10月26日、第4代リヴァーズ男爵ジョージ・ピット＝リヴァーズの娘）と結婚、4男5女をもうけた。
- ジョージ・フレデリック（1861年11月4日 – 1861年11月6日） - 夭折
- ジョージ・ゴドルフィン（1862年9月18日 – 1927年5月10日） - 第10代リーズ公爵
- フランシス・グランヴィル・ゴドルフィン（Francis Granville Godolphin、1864年3月11日 – 1924年10月17日） - 1896年11月25日、ブランシュ・ルース・ブルック・タットン・グリーヴ（Blanche Ruth Brooke Tatton Greive、ウィリアム・サミュエル・グリーヴの娘）と結婚
- アルバート・エドワード・ゴドルフィン（1866年4月10日 – 1914年6月30日）
- ハリエット・カスタリア・ゴドルフィン（Harriet Castalia Godolphin、1867年7月28日 – 1922年6月16日） - 1888年7月10日、ヘンリー・フレデリック・コンプトン・キャヴェンディッシュ（Henry Frederick Compton Cavendish、1928年1月21日、ウィリアム・ヘンリー・フレデリック・キャヴェンディッシュの息子）と結婚、子供あり
- アリス・スーザン・ゴドルフィン（1869年5月17日 – 1951年3月16日） - 1894年8月7日、ウィリアム・フランシス・エジャートン（William Francis Egerton、1949年3月21日没、フランシス・エジャートン閣下（英語版）の息子）と結婚、子供あり
- エイダ・シャーロット・ゴドルフィン（1870年5月30日 – 1944年4月9日） - 1901年10月18日、ウィリアム・ヒュー・スペンサー・ウェントワース＝フィッツウィリアム閣下（Hon. William Hugh Spencer Wentworth-Fitzwilliam、1917年3月28日没、第6代フィッツウィリアム伯爵ウィリアム・ウェントワース＝フィッツウィリアム（英語版）の息子）と結婚。1922年12月14日、サー・ハリー・ロバート・ボイド（Sir Harry Robert Boyd、1940年3月9日没、ロバート・ボイドの息子）と再婚
- アレクサンドラ・ルイーザ・ゴドルフィン（1872年2月20日 – 1938年1月19日） - 1906年1月16日に第2代準男爵サー・セシル・ウォルター・パジェット（英語版）と結婚したが、1925年に離婚した。1928年1月20日、アルフレッド・ウィリアム・シャープ・ポックリントン（Alfred William Sharpe Pocklington、1934年6月28日没）と再婚
- コンスタンス・ブランシュ・ゴドルフィン（Constance Blanche Godolphin、1875年6月8日 – 1939年7月18日） - 1900年10月12日、初代準男爵サー・アーネスト・フレデリック・ジョージ・ハッチ（英語版）（1927年8月17日没）と結婚、子供あり

1872年8月8日に父が死去すると、リーズ公爵位を継承した。貴族院では保守党に所属した。
1895年12月23日、気管支炎によりホーンビー城で死去、息子ジョージ・ゴドルフィンが爵位を継承した。